# Saaleaue bei Goseck
Koordinaten: 51° 11′ 21″ N, 11° 52′ 52″ O

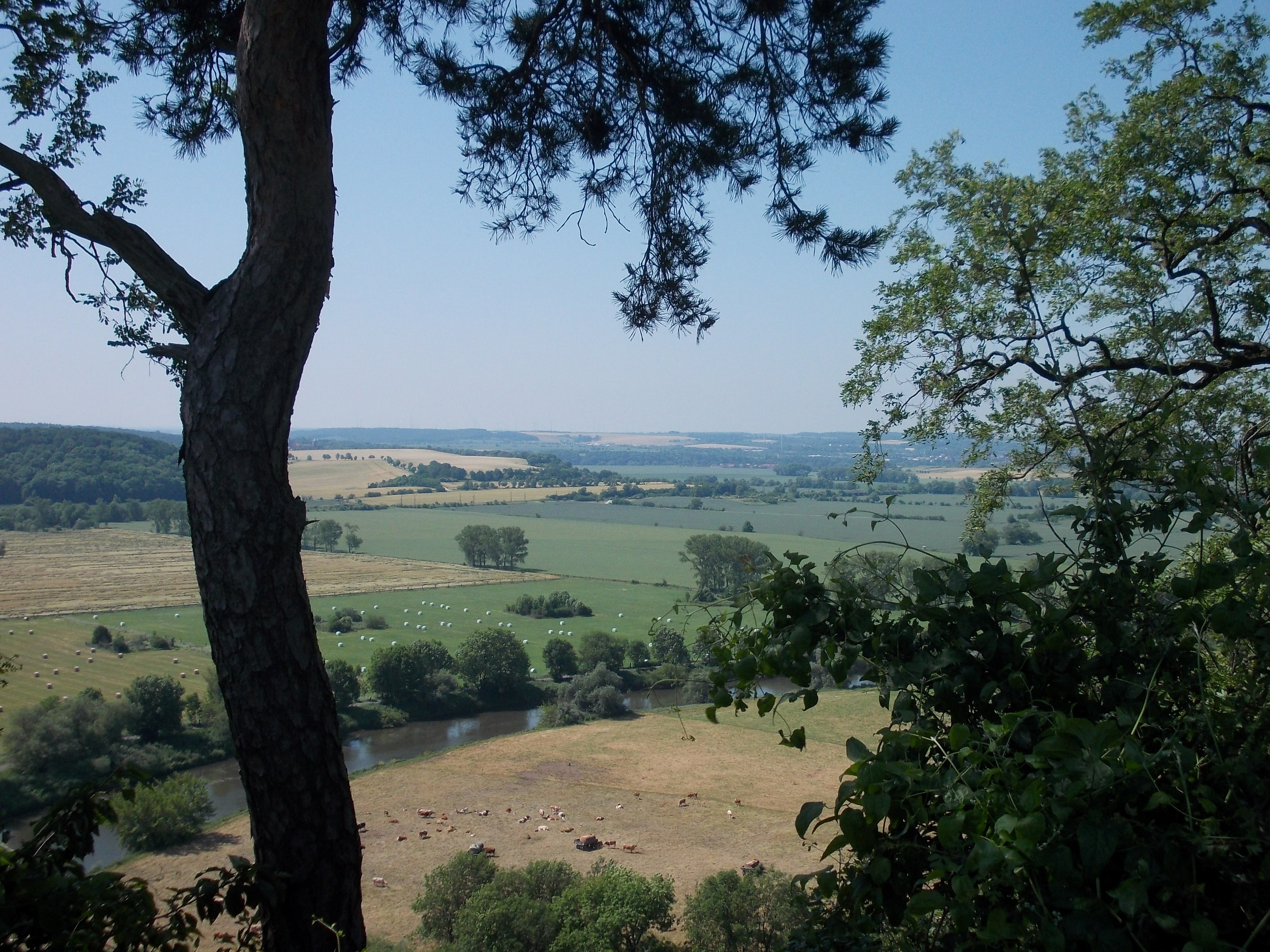
Blick vom Igelsberg in die Saaleaue

Die Saaleaue bei Goseck ist ein Naturschutzgebiet in der Stadt Weißenfels und der Gemeinde Goseck im Burgenlandkreis in Sachsen-Anhalt.
Das Naturschutzgebiet mit dem Kennzeichen NSG 0268 ist rund 133 Hektar groß. Es ist teilweise Bestandteil des FFH-Gebietes „Saalehänge bei Goseck“ und nahezu vollständig vom Landschaftsschutzgebiet „Saale“ umgeben. Das Gebiet steht seit Ende 2002 unter Schutz (Datum der Verordnung: 16. Dezember 2002). Zuständige untere Naturschutzbehörde ist der Burgenlandkreis.
Das aus zwei Teilflächen bestehende Naturschutzgebiet liegt westlich von Weißenfels im Naturpark Saale-Unstrut-Triasland. Es erstreckt sich entlang des Saaletals und stellt Teile der Saaleaue und südexponierte Buntsandsteinhänge unter Schutz.
Der Auebereich der Saale wir überwiegend von Grünland geprägt, das vielfach intensiv als Weide genutzt wird. Die Saale wird von Gehölzen mit Silberweiden sowie Ufersäumen mit Schwarzem Senf, Rohrglanzgras und Drüsigem Springkraut begleitet. An den Ufern der Altarme stocken Gehölze mit Mandel- und Korbweiden sowie einem kleinen Silberweidenbestand. Weiterhin sind hier Röhrichte aus Schilf und Rohrkolben sowie Wasserfenchel-Sumpfkressen-Gesellschaften zu finden. Im Auebereich südlich von Goseck sind auf der Rabeninsel Reste von Eichen-Eschen-Auwäldern erhalten und westlich des Weißenfelser Ortsteils Lobitzsch stockt ein Erlenbruchwald mit Sumpfdotterblume und Herbstzeitlose sowie einem der wenigen regionalen Vorkommen des Teichschachtelhalmes. An diesen schließt sich eine wertvolle Feuchtwiese mit Vorkommen von Kleinseggenrieden an.
Die Hangbereiche zwischen Lobitzsch und Goseck werden von Eichen-Hainbuchenwäldern mit Winterlinden und Feldahorn eingenommen. Am Unterhang geht dieser in einen Ulmen-Eschen-Hangwald über. Südöstlich von Goseck stocken in einem kurzen, schluchtartigen Seitental Laubmischwälder mit Bergahorn, Bergulme, Traubeneiche und Esche. Daneben sind im Bereich der Hänge aufgelassene Weinberge, Streuobstwiesen sowie Trocken- und Halbtrockenrasen zu finden. In der Krautschicht der Wälder im Bereich der Hänge siedeln Kleinblütiges Springkraut, Knoblauchsrauke, Taumelkälberkropf, Waldbingelkraut, Türkenbundlilie, Großes Zweiblatt und Gefleckter Aronstab. In den quellfeuchten Unterhangbereichen sind Bachbunge, Knäuelbinse und Echtes Mädesüß zu finden. Im Bereich der aufgelassenen Weinbergterrassen siedeln wärmeliebende Gebüsche wie Eingriffeliger Weißdorn, Bocksdorn, Hundsrose und Robinie. Auf den Trockenrasen siedeln u. a. Haarpfriemengras und Blauschwingel. Die Streuobstwiesen werden von trockenen Glatthaferwiesen u. a. mit Zierlichem Schillergras, Feldmannstreu, Kartäusernelke, Kleinem Odermennig und Sandthymian gebildet.
Die Aue der Saale ist Lebensraum einer umfangreichen Avifauna. So finden hier u. a. Rot- und Schwarzmilan, Rohrweihe, Habicht, Turmfalke, Mäusebussard, Weißstorch, Eisvogel, Sumpfrohrsänger und Braunkehlchen einen geeigneten Lebensraum. Die Auwaldreste auf der Rabeninsel beherbergen eine größere Graureiherkolonie. Die Talaue ist auch Lebensraum verschiedener Fledermausarten. So sind hier Mopsfledermaus und Großes Mausohr heimisch. Die Gewässer im Naturschutzgebiet sind Lebensraum verschiedener Libellen und Amphibien wie Wasserfrosch und Kammmolch. Reptilien sind z. B. durch Ringelnatter und Glattnatter, die im Bereich der trockenen Hangbereiche vorkommt, vertreten. Besondere Bedeutung hat das Naturschutzgebiet auch für den Hirschkäfer sowie die Gemeine Sichelschrecke, die hier im Bereich der trockenen Hanglagen ihr nördlichstes Verbreitungsgebiet erreicht. Das Naturschutzgebiet ist wertvolle Raststätte für verschiedene Wasservogelarten.
Das Naturschutzgebiet grenzt stellenweise an Lobelitz und Goseck. Der östliche Teilbereich wird von der Bahnstrecke Halle–Bebra begrenzt.